# جبال عجلون
جبال عجلون، مجموعة من الجبال تقع شمال غرب الأردن في المنطقة بين نهر اليرموك في الشمال ونهر الزرقاء جنوباً. وتشمل الجبال الموجودة في محافظات عجلون إربد وجرش، والجزء الغربي من محافظة المفرق، ذُكرت المنطقة قديماً باسم جلعاد.
ويبلغ معدل ارتفاع الجبال 1000 متر فوق مستوى سطح البحر، وأعلى قمة فيها هي جبل أم الدرج ما بين بلدتي عنجرة وسوف ويبلغ ارتفاعه 1247 مترا تقريباً. تمتاز الجبال بغطائها النباتي الكثيف، وهي تمثل أهم مناطق الغابات الحرجية في الأردن.
تعد جبال عجلون الأكثر ارتفاعًا في شمال الأردن، تتميز بكثافة الغابات وغزارة معدل تساقط الأمطار الذي يزيد عن 600 ملم الذي يتعبر أعلى معدل لساقط للمطار في الأردن اما درجات الحرارة تكون معتدلة في الصيف وباردة في الشتاء مما جعل المنطقة تتميز بتنوع طبيعي خاص فتنمو هناك مختلف أنواع الأشجار البرية ومثمرة، وقامت العديد من المحميات هناك مثل محمية دبين والمأوى في محافظة جرش ومحمية غابات عجلون في محافظة عجلون برقش في محافظة إربد.
ويبلغ معدل الارتفاع ما يزيد عن 1000 متر وصولا إلى 1247 متر تبدا جبال عجلون بل الانحدار بتجاه الغرب وصوًلا وادي الأردن وكذلك في الجنوب وصولا إلى وادي الزرقاء بينما في الشرق تحدها البادية الأردنية وسهل حوران من شمال. وينبع من جبال عجلون العديد من الوديان التي تعد روافد لي نهر الأردن مثل؛ وادي راجب ووادي الريان ووادي الطواحين ووادي الذهب وادي العرب ووادي الشلالة.
يعود سبب تسمية جبال إلى مدينة عجلون بسبب أهميتها في الماضي اما اسمها القديم جبال جلعاد، اما الرومان اطلقو عليها اسم جبال جرش. تعد المنحدرات الغربية شبه جافة
بينما المنحدرات الشرقية تصلح لزراعة مختلف أنواع الأشجار المثمرة، وفي غالب تتبع جبال عجلون لأحواض نهر الأردن وزرقاء واليرموك أما سبب ارتفاع معدل تساقط الأمطار هناك هو أنها تقابل مرج بن عامر مما يسمح بمرور المنخفضات عليها بشكل أوسع بسبب عدم تكون منطقة ضغط عليها.

## الطبيعة

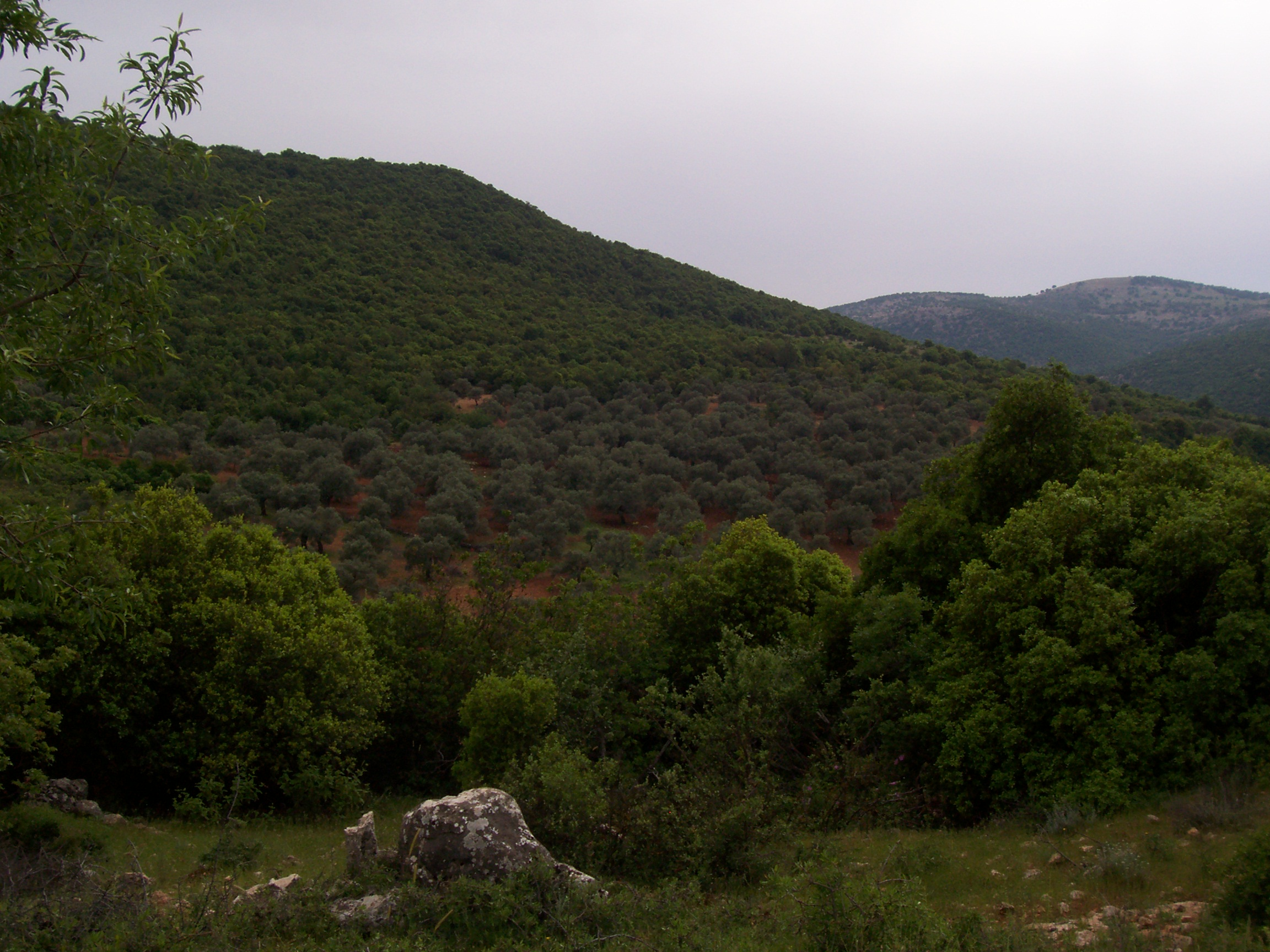
جبل العز في عجلون

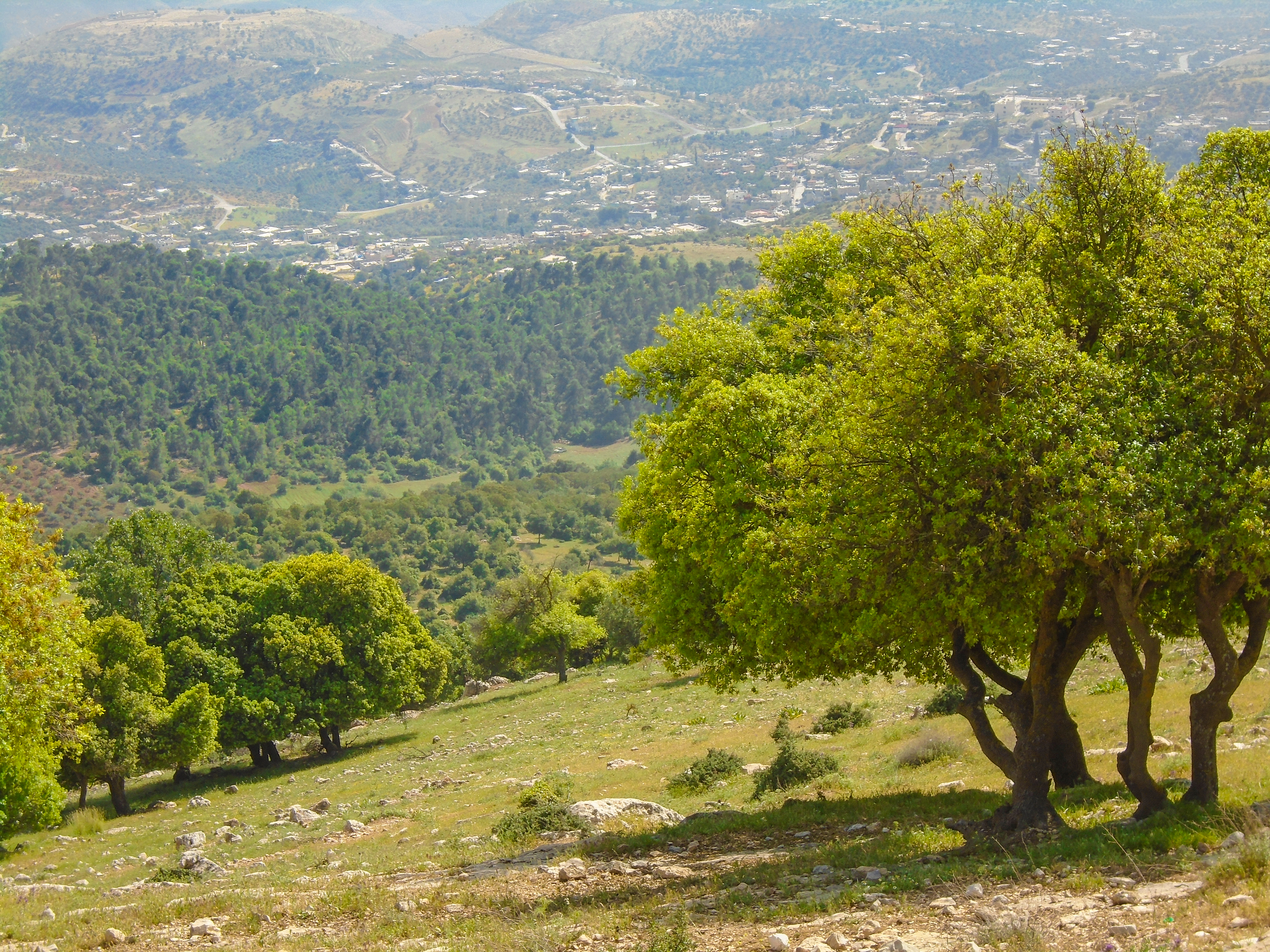
محمية غابات دبين

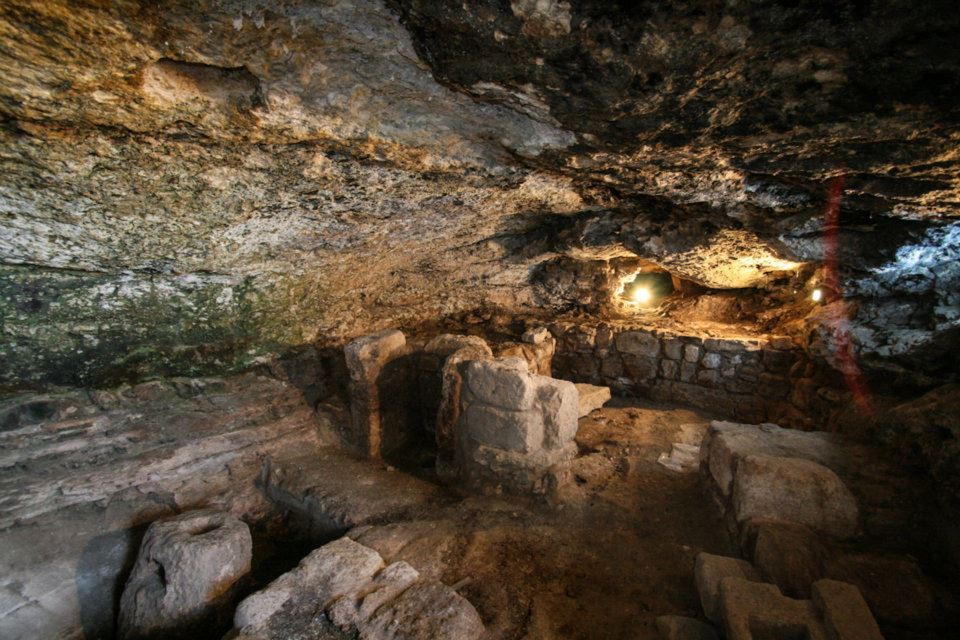
مغارة برقش

تنمو في جبال عجلون مختلف أنواع الأشجار البرية ومثمرة وتوجد على تلك جبال أكبر مساحة من الغابات الحرجية في الأردن سببب ارتفاع معدل تساقط الأمطار من أنواع الأشجار البرية؛ البلوط السنديان القيقب الأرز في غابات دبين والفسطق وملول والبطم وهناك العديد من أنواع النباتات العطرية وطبية مثل السوسن الأسود والاقحوان ورجل الحمامة، ويعيش عديد من أنواع الحيوانات البرية مثل الضبع والقط البري وثعلب ودب وغزال والأيل الأسمر. وهناك العديد من المحميات مثل؛
- محمية غابات دبين في محافظة جرش تبلغ مساحتها 8.5 كم² تقع على سفح الشرقي من جبال عجلون.[11]
- محمية غابات عجلون في محافظة عجلون تبلغ مساحتها 13كم² تقع على سفح الغربي من جبال عجلون.[10]
- غابات برقش في محافظتي عجلون و إربد تعد أكبر غابة من حيث مساحة تقع في سفح الغربي من جبال عجلون.[12]

## الجبال
من أهم هذه الجبال مرتبة حسب الأرتفاع:
| الجبل                | المنطقة         | المحافظة   | الارتفاع |
| -------------------- | --------------- | ---------- | -------- |
| جبل أم الدرج         | سوف . عنجرة     | جرش، عجلون | 1247م    |
| جبل الفنادق          | سوف . عنجرة     | جرش، عجلون | 1231م    |
| جبل مقطع القرمية     | ساكب            | جرش        | 1200م    |
| جبل المنارة          | سوف             | جرش        | 1194م    |
| جبل منيف             | عفنا، رأس منيف  | عجلون      | 1192م    |
| جبل طرون             | ساكب            | جرش        | 1130م    |
| جبل رأس الأقرع       | ساكب . دبين     | جرش        | 1098م    |
| تل مراقب             | كفرخل           | جرش        | 1096م    |
| خربة دير اليوس       | عبين            | عجلون      | 1087م    |
| ظهرة الصفا           | إرحابا، شطنا    | اربد       | 1028م    |
| رأس أبو عياد         | الدجينية        | المفرق     | 1024م    |
| جبل عوف (قلعة عجلون) | عجلون           | عجلون      | 1023م    |
| رجم الكسارة          | سوف، دير الليات | جرش        | 973م     |
| تل بارين             | شطنا            | اربد       | 964م     |
| رأس برقش             | بيت ايدس        | اربد       | 875م     |